# Emericella purpurea
Emericella purpurea är en svampart som beskrevs av Samson & Mouch. 1975. Emericella purpurea ingår i släktet Emericella och familjen Trichocomaceae.   Inga underarter finns listade i Catalogue of Life.